# Залізничний транспорт Південно-Африканської Республіки

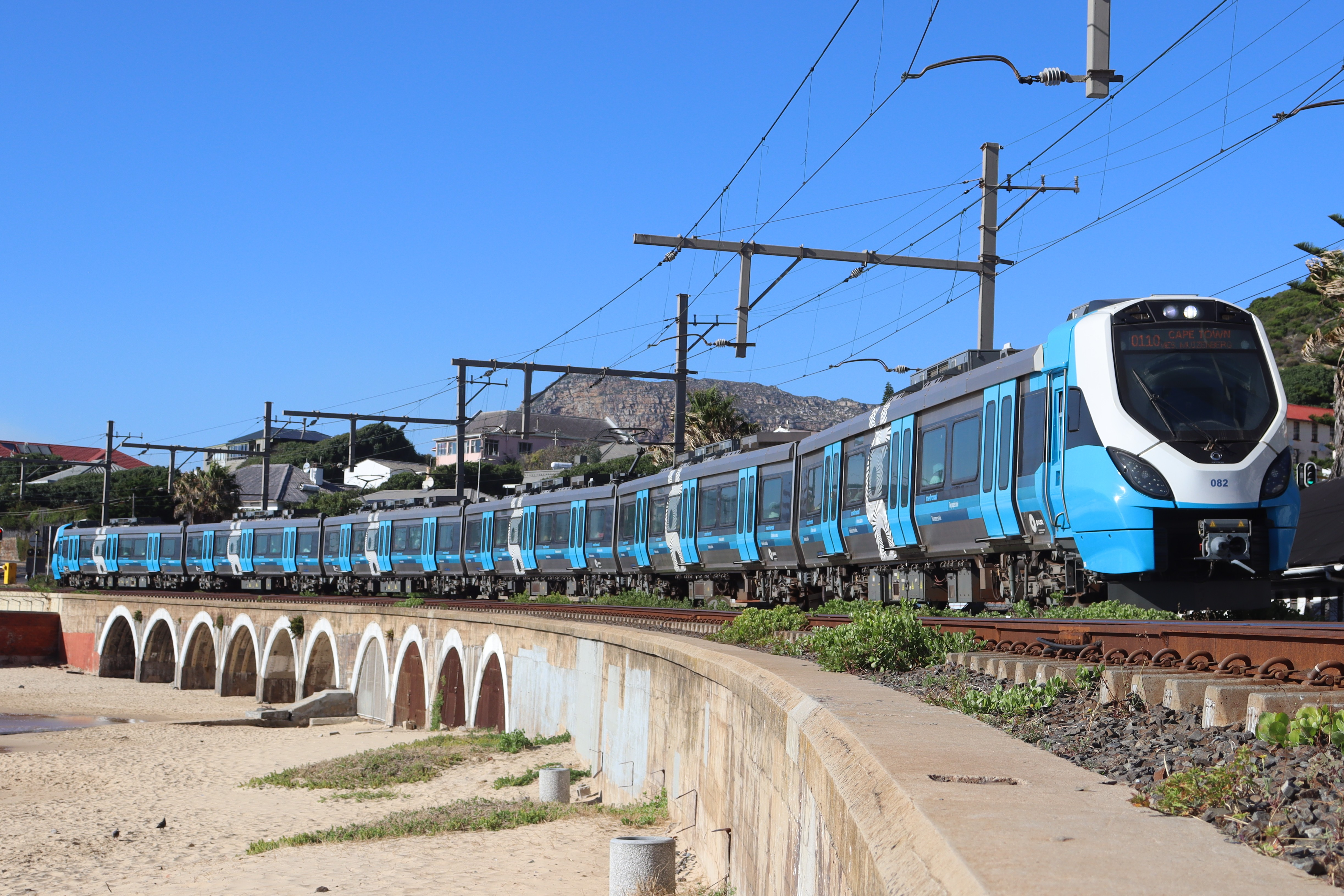
Потяг метро відправляється зі станції Kalkbaai на шляху до Кейптауна.

Залізничне сполучення є важливою складовою транспортної інфраструктури Південно-Африканської Республіки. Залізнична мережа Південної Африки є найрозвиненішою в Африці  та поєднує усі великі міста країни.

## Історія
Першою залізничною гілкою для парових локомотивів був побудований у 1860 році шлях довжиною 3,2 км в Квазулу-Наталі, що з'єднував місто Дурбан з портом.  У 1859 році  вже було побудовано 72 км залізничних шляхів — тривало будівництво лінії, яка згодом сполучить міста Кейптаун та  Веллінгтон . Перший відрізок — до м. Ерстерів'єр, — був уведений до експлуатації 13 лютого 1862 року. 
У Трансваалі і Оранжевій Республіці будівництво залізниць почалось пізніше, і згодом, у 1898 році усі  залізничні шляхи були об'єднані до єдиної національної  мережі залізниць. З об’єднанням чотирьох штатів у Південно-Африканський Союз у 1910 році їхні шляхи залізничного сполучення були об’єднані в Південноафриканські залізниці . Частина залізниць виходили за межі Південної Африки — аж до сучасної Замбії , проте ідея Сесіла Джона Роудса про створення залізничної мережі від Кейптауна до Каїра так і не здійснилася. Управління системою залізничного сполучення здійснювалось урядовим агентством Південноафриканські залізниці та порти
У 1981 році  Південноафриканські залізниці було перейменовано на Південноафриканські транспортні служби. У ході реорганізації транспортної галузі ПАР у 1980-х, агентство з було реструктуровано з урахуванням бізнес-моделей адміністрування і перетворено на контрольовану державою корпорацію під назвою Transnet, підрозділом якої є Transnet Freight Rail (раніше Spoornet), який і здійснює управління залізницями. Попри відсутність загальної стратегії виведення залізниць з державної власності, окремі відрізки південноафриканських залізничних шляхів були приватизовані.

## Мережа

Залізнична мережа Південної Африки

Залізнична мережа Шошолоза Мейл

Transnet (до цього — Spoornet та його попередники) відомі своїми розкішними пасажирськими послугами, однією з яких є подорож Блакитним поїздом, який курсує з Кейптауна до Преторії. Блакитний поїзд кілька разів визнавали найкращим поїздом у світі, а подорож ним належить до числа рекомендованих туристичних маршрутів Південною Африкою. 
Із розвитком автомобільного сполучення популярність залізничних подорожей та перевезень стала зменшуватись — лише половина з 20 000 км залізничних шляхів використовується регулярно, а близько 35% колій не має майже жодного навантаження. Щоб досягти прибутковості залізниць Transnet змушена була зосередитися на розвитку сегменту вантажних перевезень.

### Експреси
Плани щодо експлуатації розкішних приміських поїздів почали формуватися у 2006 році. Бачення Metrorail полягало в тому, щоб змінити погляд громадськості на залізничний транспорт, продемонструвавши легкість і зручність поїздок залізницею, надавши пасажирам вибір залізничних послуг, відновивши високу якість подорожей залізницею та відповідаючи на бажання споживачів платити за відмінні послуги. Експрес-поїзди мають більш зручні сидіння, штори та килими. Послуги на борту включають стюардів, безкоштовну щоденну пресу та прохолодні напої. Експрес Strand-Kaapstad також має два РК-екрани на вагон для комунікаційних цілей на борту.
Перший у Південній Африці приміський потяг підвищеного комфорту був запущений у 2007 році в Соуето і показав дуже успішні результати. У результаті послуга сполучення рівня бізнес-експрес була започаткована у Кайелічі, а згодом також на відрізках Стренд — Кейптаун у Західному Кейпі та Преторія —Йоганнесбург у Гаутензі. У 2010 році рухомий склад Кайелічі було удосконалено і з квітня 2010 року електричка з шести вагонів під назвою «Boland Business Express», розрахований на 294 пасажирів долає шлях від Парлу до Кейптауну за 70 хвилин. 

## Технічні характеристики

### Залізничні колії
Перші дві залізничні колії, побудовані в Квазулу-Наталі та Кейптауні, мали ширину 1435 мм (4 фути 8 ½ дюймів), тоді як побудована пізніше залізниця в Північно-Західному Кейпі мала ширину лише 762 мм (2 фути шість дюймів). У 1873 році уряд Капської колонії вирішив, що відтепер усі залізничні лінії матимуть ширину колії 1065 мм (3 фути шість дюймів), тепер відому як «Капська колія»  . Така ширина була обрана задля здешевлення будівництва залізниці через гірський ландшафт країни. Водночас, Гаутрейн  використовує стандартну колію (1 435 мм). Існує бачення, що загальнонаціональний перехід на стандартну колію також покращить потенціал залізниці як засобу вантажного транспорту.

### Зчеплення
Рухомий склад південноафриканських поїздів сполучається автозчепленням Джаннея, розробленим у Сполучених Штатах наприкінці 19 століття. Південно-Африканська Республіка тривалий час випереджала Європу щодо систем зчеплення, натомість відстаючи у питання гальмівних систем — більшість поїздів у Південній Африці і досі використовують вакуумні гальма.

### Електрифікація
Від 50% до 80% південноафриканських залізничних шляхів електрифіковано. Для різних типів поїздів використовуються різні різниці потенціалів. З 1920-х років більшість електрифікованих поїздів курсують за допомогою повітряних контактних мереж потужністю 3 000 V . Протягом 1980-х років для вантажних ліній, здебільшого для транспортування корисних копалин (залізорудна лінія Сішен-Салданха, вугільна лінія Мпумаланга-Річардс-Бей тощо), використовували вищі різниці потенціалів (25 кВ змінного струму та, рідше, 50 кВ змінного струму — обидва через повітряну контактну мережу). 

### Локомотиви
Протягом перших кількох років існування Південноафриканських залізниць головний інженер-механік  мав завдання встановити специфікації для конструкцій локомотивів. Першим інженером був Девід Х. Хендрі (1910-1922). Його наступником став полковник Ф. Р. Коллінз (1922-1929), який був прихильником парових локомотивів системи Г. У. Гаррата. Наступником Коллінза став А. Г. Уотсон (1929-1936), який виступав проти використання локомотивів системи Гаррата. Уотсона змінив У.А.Дж.Дей (1936-1939), який повернувся до використання локомотивів системи Гаррата, модифікувавши, за рахунок об'єднання потужностей, спосіб їх використання.

## Дивись також
- Ґотрен

## Зовнішні посилання
- Берман, Хосе: Ранні залізниці на мисі. Кейптаун: Human & Rousseau, 1984. ISBN 0-7981-1760-5
- Грін, Лоуренс Г.: Порядний хлопець не працює. Кейптаун: Говард Тіммінс, 1982. ISBN 0-86978-241-X